# 八幡浜市立青石中学校
八幡浜市立青石中学校（やわたはましりつ せいせきちゅうがっこう）は、愛媛県八幡浜市日土町にあった公立中学校。

## 沿革
- 1965年、八幡浜市立日土中学校と保内町立喜須来中学校が統合し、組合立青石中学校として設立。
- 2005年、八幡浜市と保内町の合併により、八幡浜市立青石中学校となる。
- 2017年、八幡浜市立保内中学校と統合して閉校。

## 部活動
- 野球部
- ソフトテニス部
- 男子卓球部
- 水泳部
- バレーボール部
- 女子卓球部
- 音楽部
- 美術部